# Ola (Russia)
Ola (in lingua russa Ола) è un centro abitato dell'Oblast' di Magadan, capoluogo dell'Ol'skij rajon.